# Hippocrepis neglecta
Hippocrepis neglecta är en ärtväxtart som beskrevs av Per Lassen. Hippocrepis neglecta ingår i släktet hästskoklövrar, och familjen ärtväxter. Inga underarter finns listade i Catalogue of Life.